# Macrostemum par
Macrostemum par är en nattsländeart som först beskrevs av Navás 1930.  Macrostemum par ingår i släktet Macrostemum och familjen ryssjenattsländor. Inga underarter finns listade i Catalogue of Life.